# Dirk van Bronkhorst (militair gouverneur)
Dirk van Bronkhorst (? - 6 september 1574, Leiden) was een militair gouverneur, raadsheer en advocaat. 

## Levensloop
Van Bronkhorst was van origine advocaat, maar in 1572 werd hij door Lumey in dienst genomen als raadsheer in het Hof van Holland. Hij is het bekendst geworden met zijn rol binnen het beleg van Leiden. 

### Beleg van Leiden
Tijdens het beleg van Leiden was Van Bronkhorst militair gouverneur. Dat was de hoogste militair. Van Bronkhorst is nooit voorstander geweest van overgave. Hij heeft zelfs bij de bestorming van Schans Boshuysen 24 stuivers per gedode vijand uitgekeerd. Vier weken voor het ontzet overleed hij; hij werd opgevolgd door Janus Dousa.